# Ajmag
Ajmag (mongoliska: Аймаг, ) är ett mongoliskt och turkiskt ord som betyder "stam" och används för olika administrativa indelningar i Mongoliet och i Inre Mongoliet.

## Historisk bakgrund
Under Qingdynastin indelades de flesta mongoliska stammarna in i olika förbund (tjuulgan, чуулган), som i sin tur indelades i "fanor" eller "banér" (mongoliska: chosjuu, хошуу), vilka i sin tur indelades i komapnier eller "pilar" (sum, сум). I Yttre Mongoliet fanns det fyra förbund som indelades i 72 banér medan det i Inre Mongoliet fanns sex förbund som bestod av 49 banér.
Förebilden att indela de mongoliska stammarna i förbund och baner hämtades från de Åtta fänikorna, en militär organisationsform som skapats i Manchuriet under Nurhaci och Hung Taiji, men till skillnad från de Åtta fänikorna var de mongoliska förbunden och baneren territoriella enheter.
Efter Qingdynastins fall 1911 förklarades sig Yttre Mongoliet självständigt, medan Inre Mongoliet stannade under den nyetablerade  republiken Kina. Den gamla indelningen behölls dock länge i båda hälfterna av Mongoliet, men förbunden döptes om till ajmag på mongoliska.

## Mongoliet
Efter självständigheten behölls den gamla administrativa indelningen i fyra förbund fram till 1930-talet, då den nuvarande strukturen infördes med mindre ajmag som sin tur indelades i sum (сум, "distrikt"). Idag är ajmagen den primära administrativa indelningen under centralregeringen i Ulan Bator och översätts ofta till "provins" på svenska. Det finns i dag 23 sådana provinser i Mongoliet. 

## Inre Mongoliet

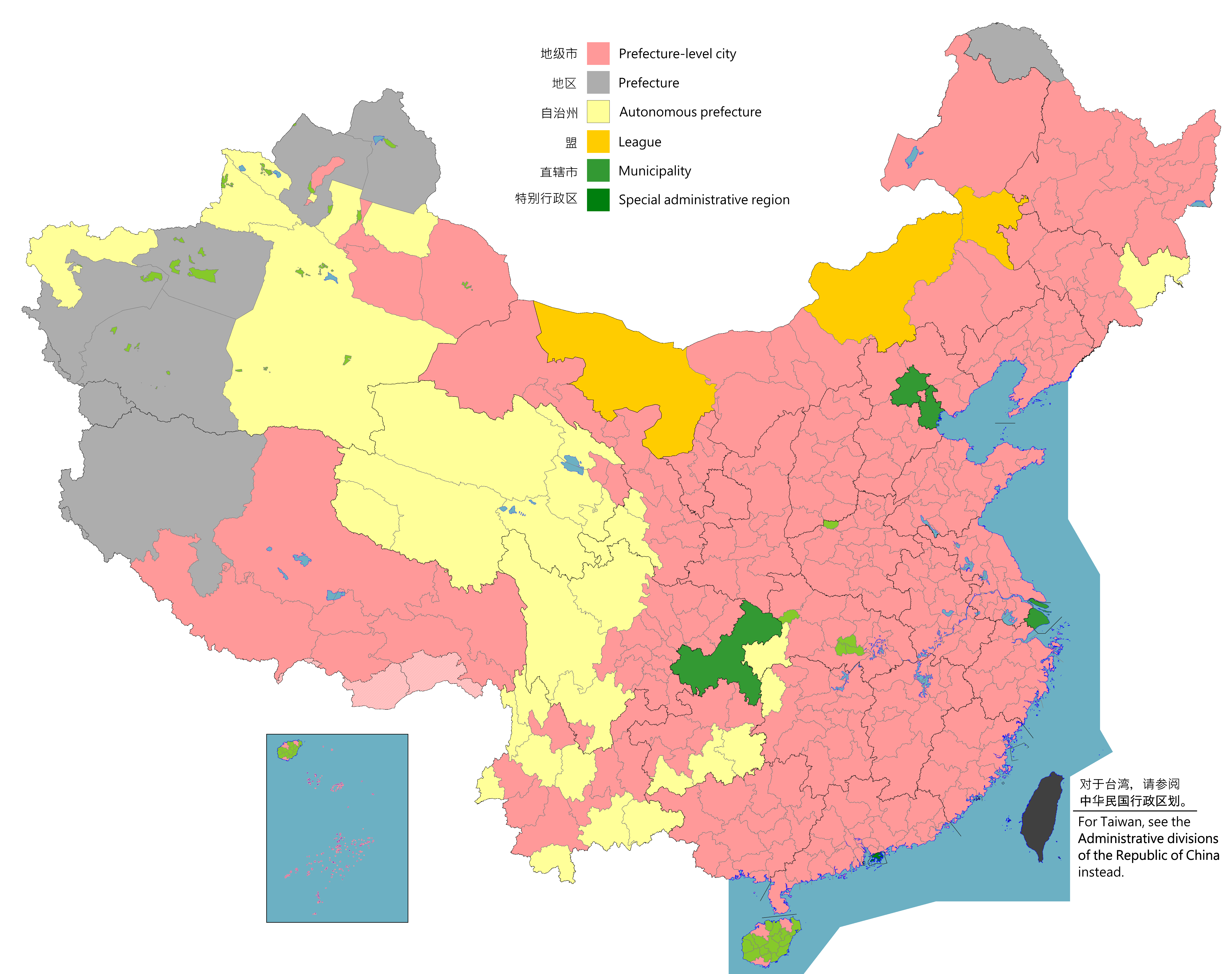
De orangea områdena på kartan markerar Kinas kvarvarande "ajmager" eller förbund.

I Kina översätts ofta ajmag till "förbund" (kinesiska: 盟?, pinyin: méng) och är en administrativ enhet i Inre Mongoliet som befinner sig på prefekturnivå. De flesta förbund har numera ombildats till städer på prefekturnivå och det finns det närvarande endast tre mongoliska förbund: Xilingol, Hinggan och Alxa. Förbunden indelas vidare i banér eller fanor, vilka i sin tur indelas i sum.